# Campeonato Sul-Americano de Rugby Sevens
Os Campeonatos Sul-Americanos de Rugby Seven, masculinos e também femininos, foram realizados desde 2004, organizados pela Sudamérica Rugby. Onze das doze edições no torneio feminino foram vencidas pelo Brasil.